# Torre di trasmissione
Una torre di trasmissione (o anche torre per telecomunicazioni, torre radio, torre radiotelevisiva ecc.)  è una struttura verticale finalizzata a supportare una antenna per telecomunicazioni.

## Tipologie

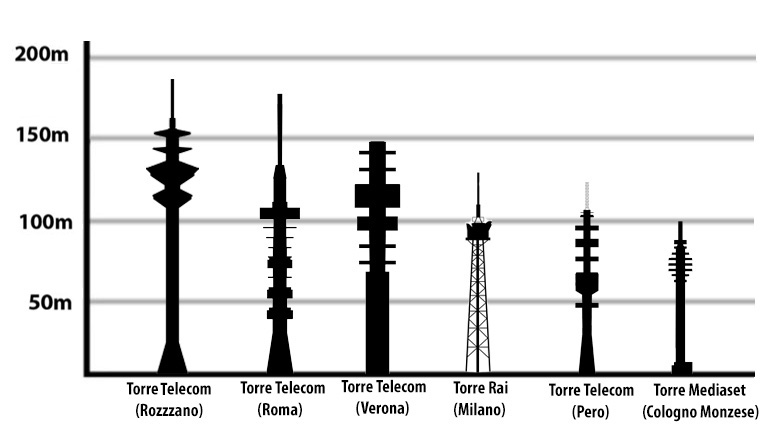
Torri di trasmissione più alte d'Italia

Spesso le torri per telecomunicazioni sono costituite da tralicci metallici. Quando queste strutture raggiungono altezze particolarmente elevate è in genere opportuno migliorarne la stabilità tramite stralli fissati a terra, e si parla in questo caso di tralicci strallati o torri strallate (in inglese guyed masts).
A volte le torri di trasmissione costituiscono esse stesse un monumento o un punto di riferimento del paesaggio urbano, costituendo addirittura per determinate città l'attrazione principale. La più alta del mondo è la Tokyo Sky Tree. In questi casi si tratta però in genere non di semplici tralicci ma di strutture architettonicamente complesse e multifunzionali in grado di ospitare locali aperti al pubblico come bar o osservatori.

## Galleria d'immagini

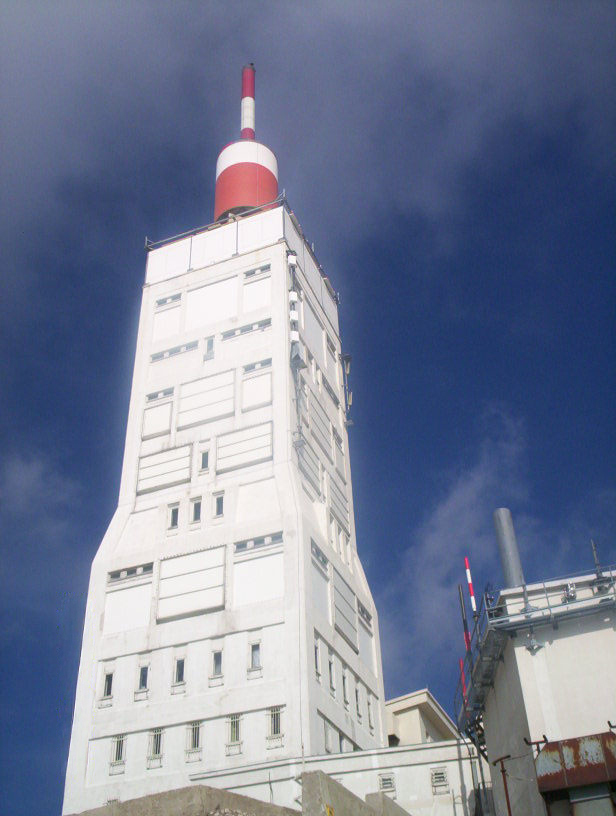
Torre di trasmissione a Mont Ventoux (Francia), a 1912 m di quota
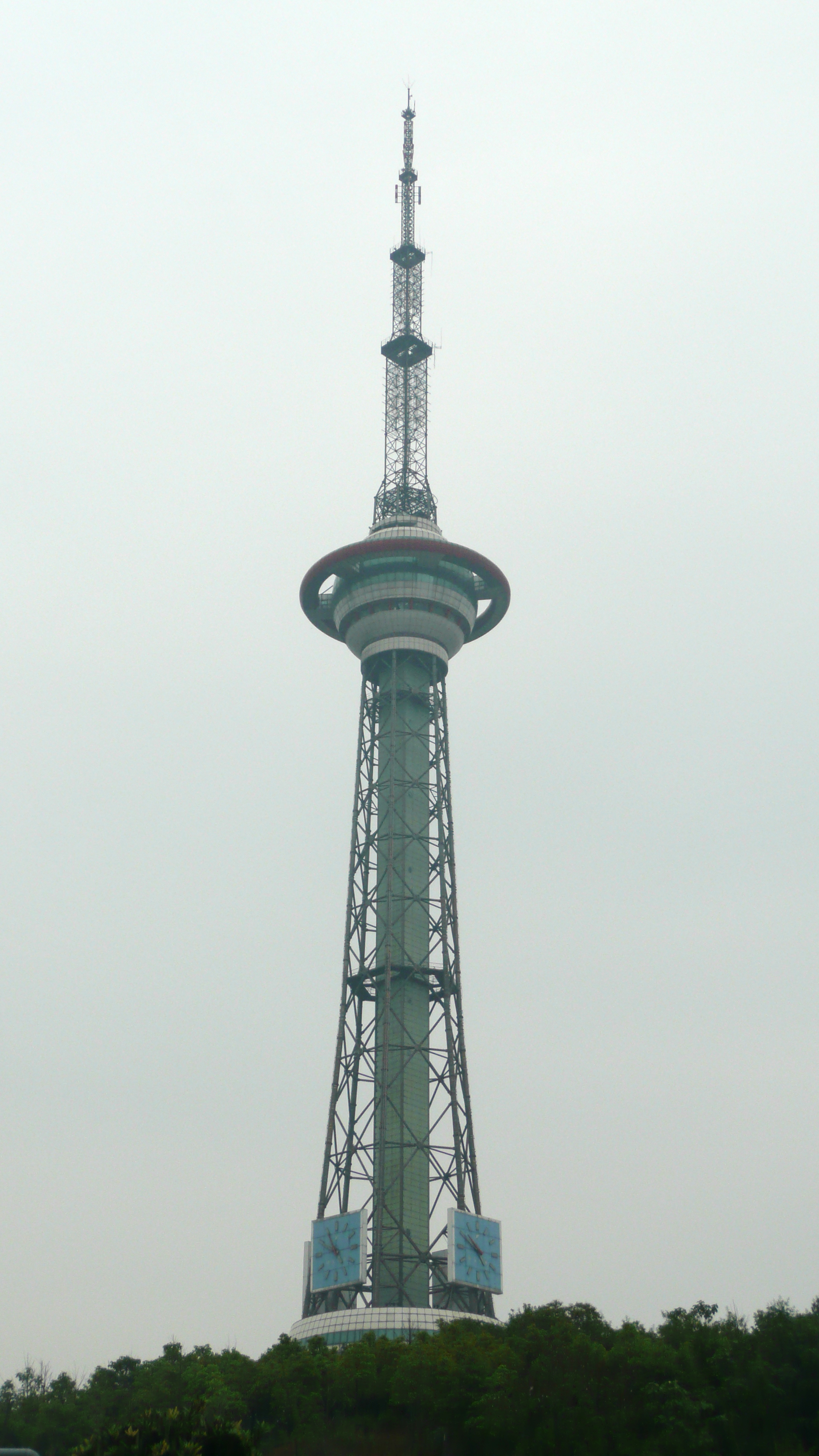
Zhuzhou Television Tower (Cina)
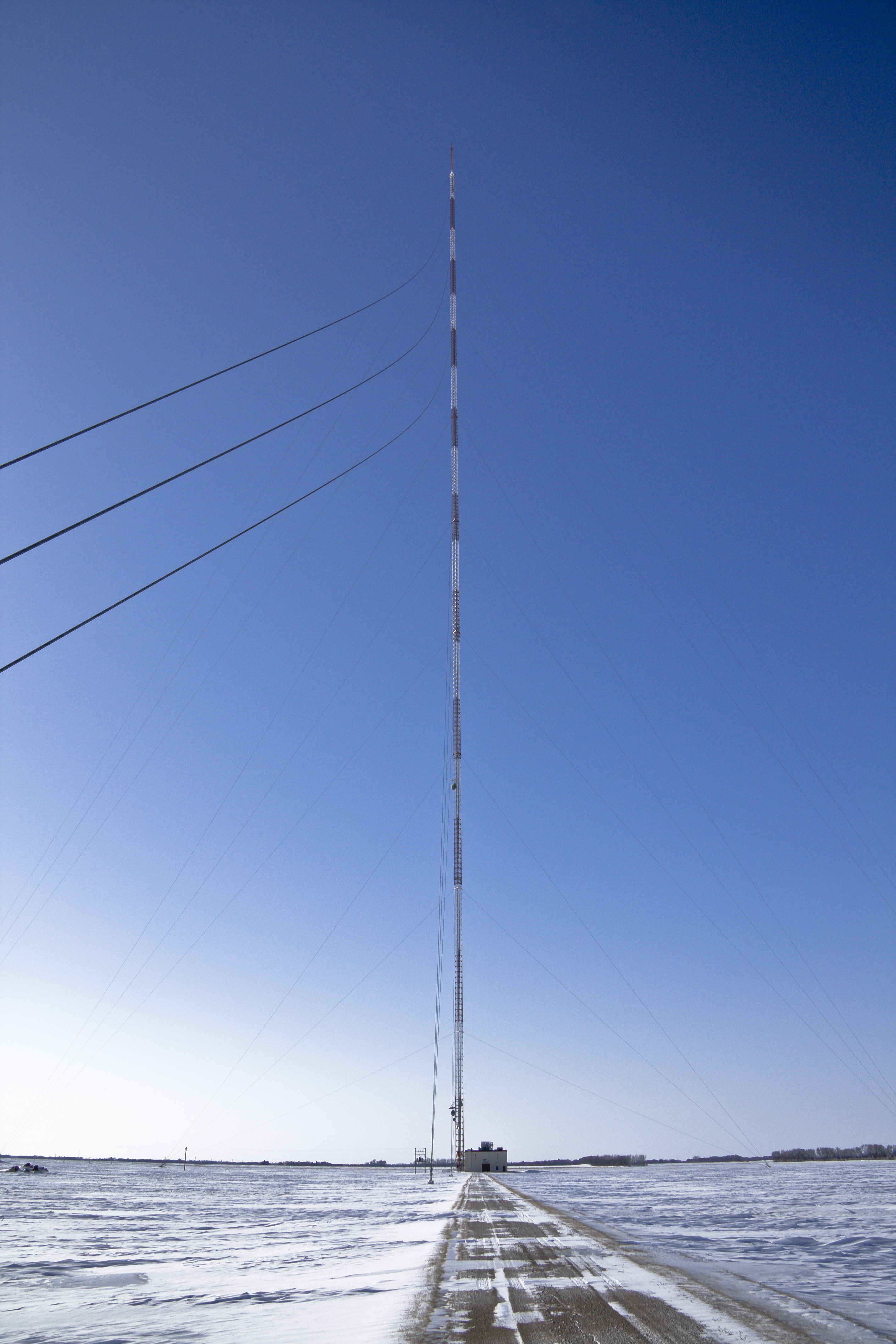
Il traliccio strallato KVLY-TV mast in Dakota del Nord (USA), alto 629 metri
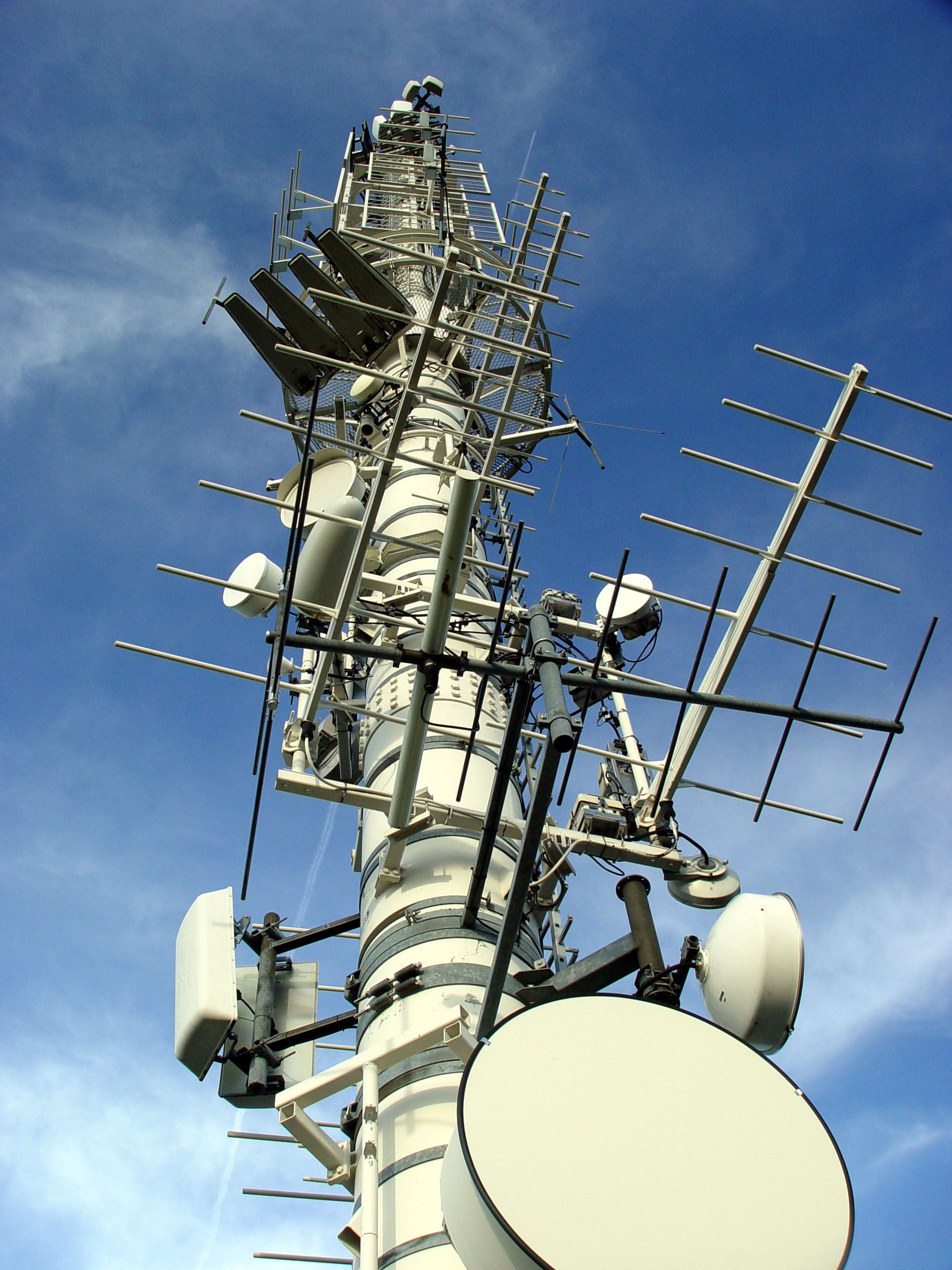
La Merkurturm (Schwarzwald, Germania), alta 63 metri

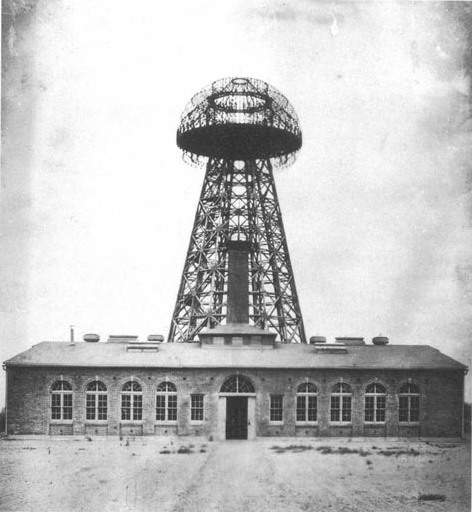
Wardenclyffe Tower (USA, demolita nel 1917)
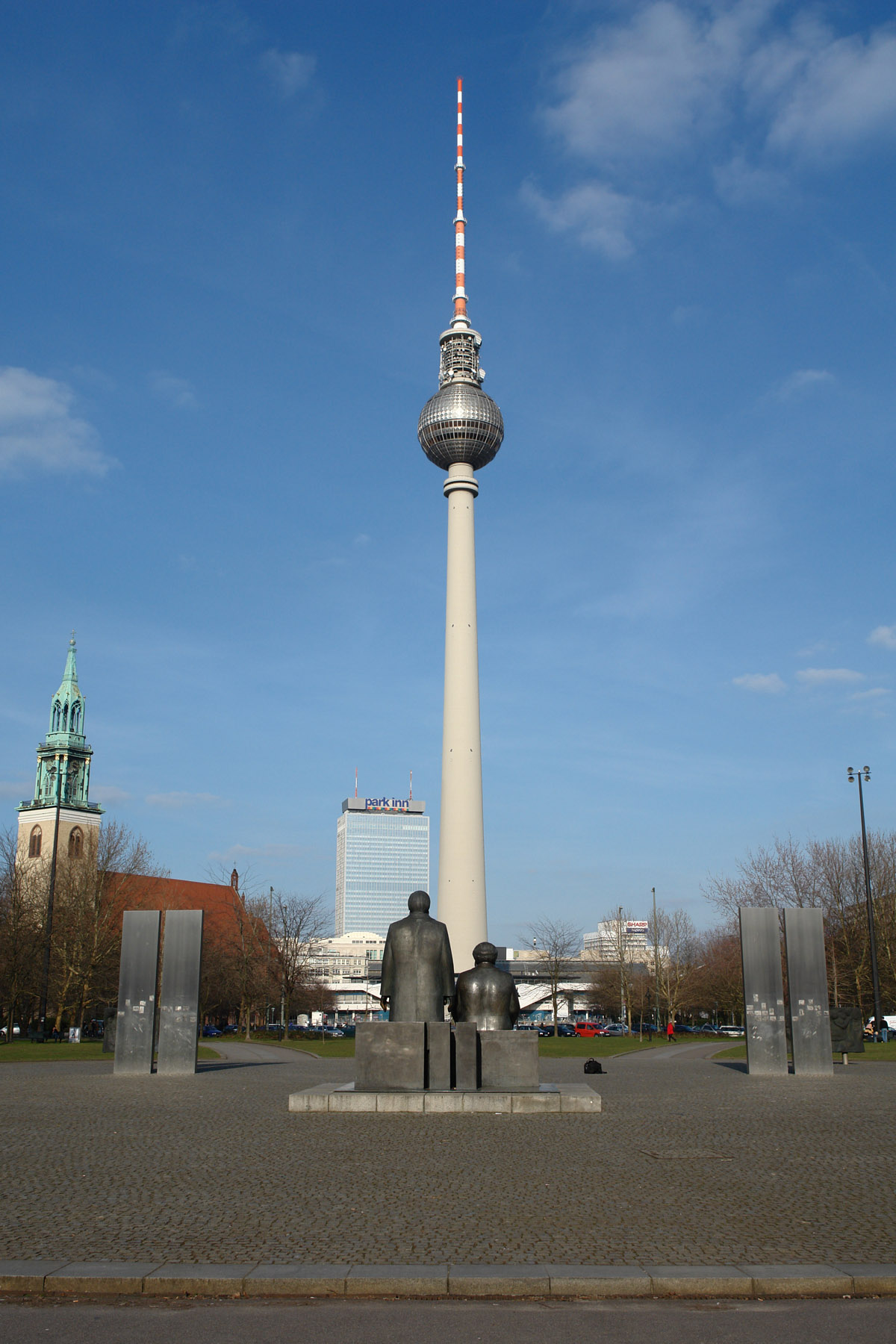
Torre della televisione di Berlino (Germania)
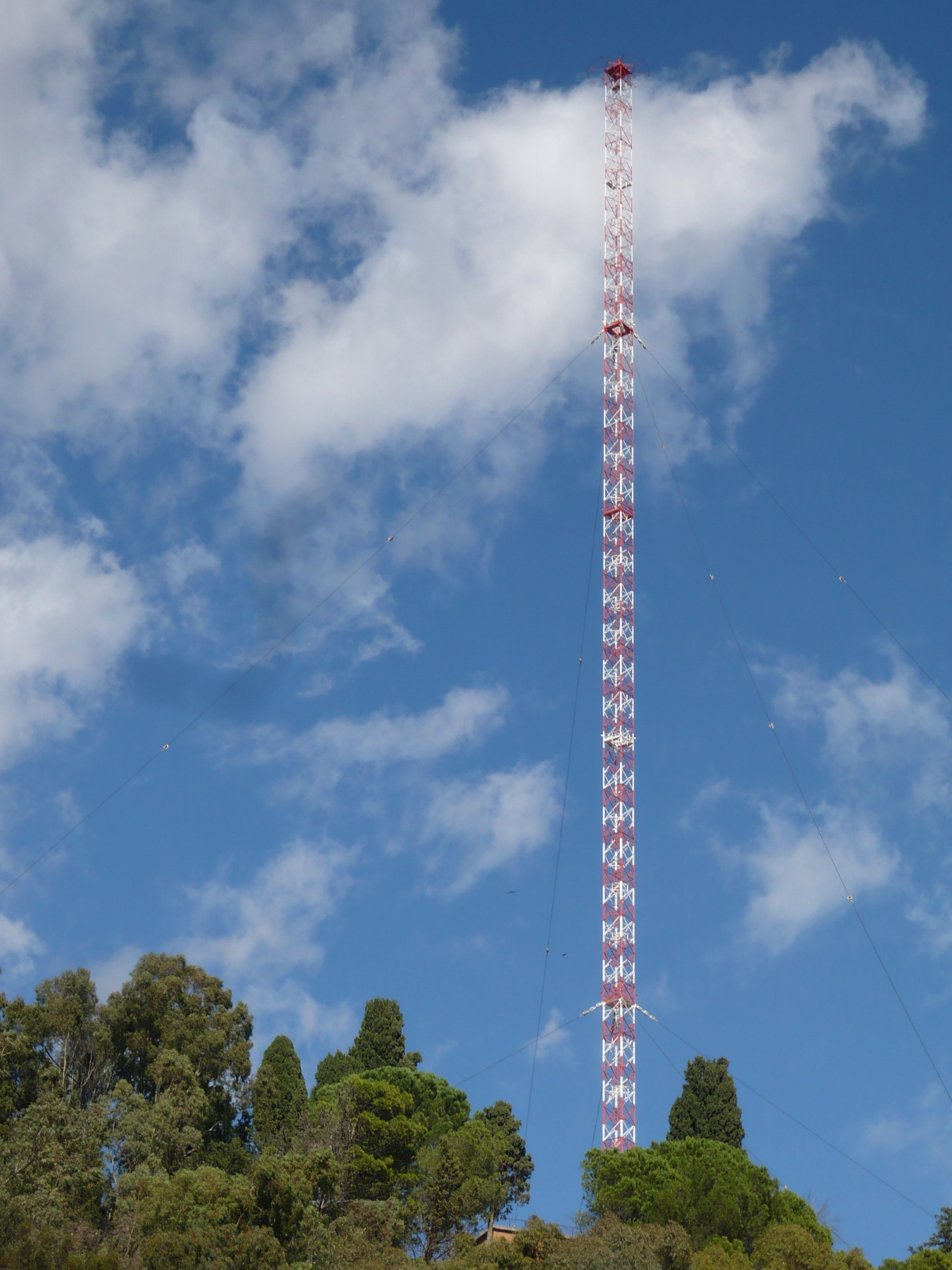
Il trasmettitore RAI di Caltanissetta (Italia)
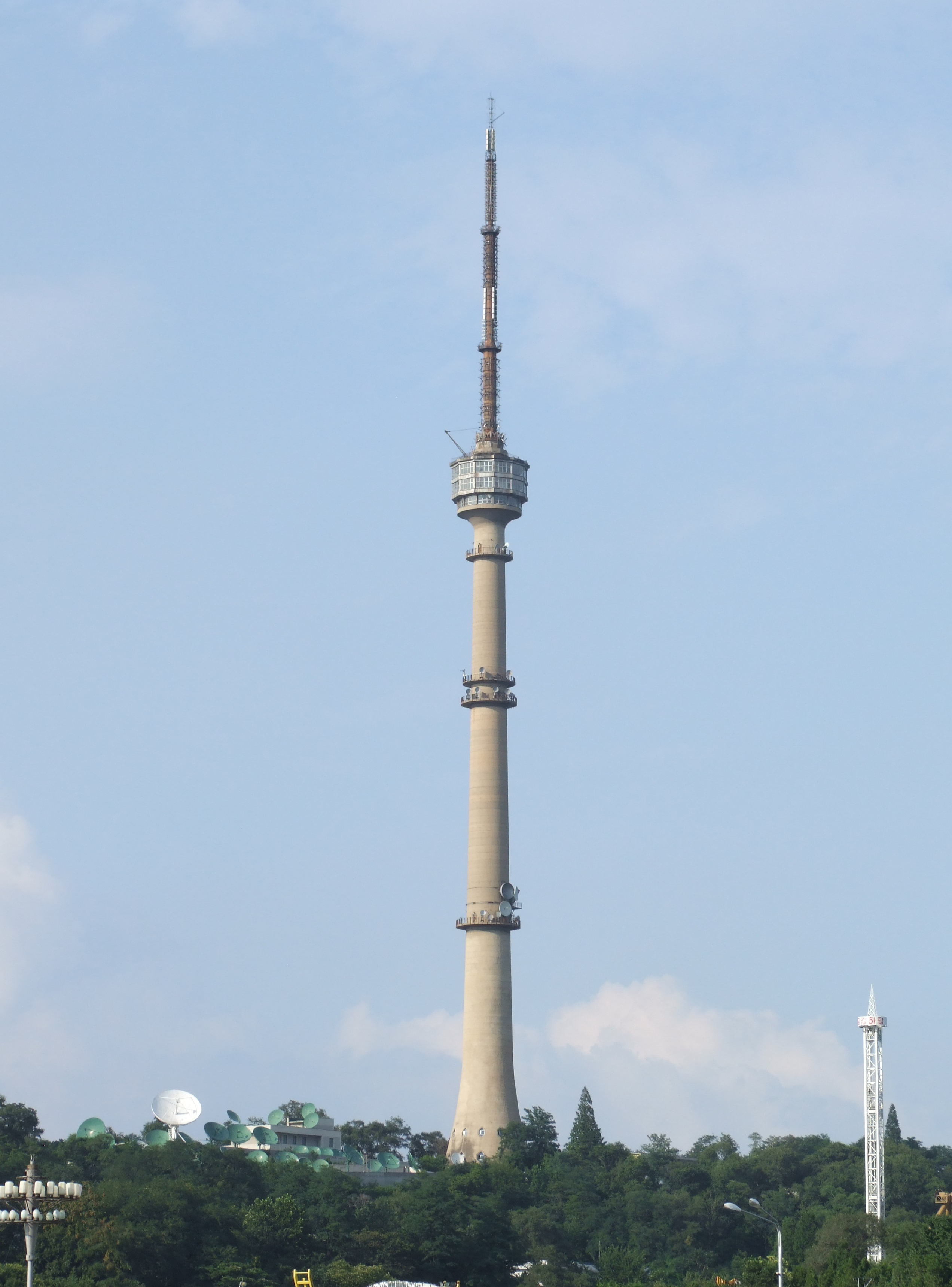
La torre della televisione di Pyongyang (Corea del Nord)